# 硬水
硬水（こうすい）とは、カルシウムやマグネシウムの金属イオン含有量が多い水のことである。逆のものは軟水という。

## 分類
水の硬度は｛カルシウム濃度 (mg/L)×2.5 + マグネシウム濃度 (mg/L)×4.1｝で炭酸カルシウム（CaCO3）含有量に近似され、厚生労働省ではその量が60mg/L以下の水を軟水、60～120mg/Lを中硬水、120～180mg/Lを硬水、180mg/L以上を超硬水と定義している。その他の単位では以下のようになる。
| 名称             | 硬度 （mg/L） | 硬度 （mmol/L） | 硬度 （dGH/°dH） | 硬度 （gpg） | 硬度 （ppm） |
| ---------------- | ------------- | --------------- | ---------------- | ------------ | ------------ |
| 軟水             | 0–60          | 0–0.60          | 0-3.37           | 0-3.50       | ＜ 60        |
| 中軟水（中硬水） | 61–120        | 0.61–1.20       | 3.38-6.74        | 3.56-7.01    | 60-120       |
| 硬水             | 121–180       | 1.21–1.80       | 6.75–10.11       | 7.06-10.51   | 120-180      |
| 超硬水           | ≧ 181         | ≧ 1.81          | ≧ 10.12          | ≧ 10.57      | ＞ 180       |

硬水は北欧の水に多い。アメリカ合衆国では東部・南部・太平洋岸では軟水が多く、南西部は硬水が多い。日本では関東地方の一部や南西諸島に見られるが、ほとんどの地域の水は軟水であり、水源が硬水である沖縄本島中・南部および本部半島・読谷では、水道水の硬度を下げる処理を施している。

### 一時硬水と永久硬水
また、硬水は含有するイオンのタイプによって一時硬水と永久硬水の2種類に分けることができる。
前者は石灰岩地形を流れる河川水、地下水で、炭酸水素カルシウムを多く含み、煮沸することにより軟化することができる（反応式は後述）。
後者はカルシウムやマグネシウムの硫酸塩・塩化物が溶け込んでいるもので、煮沸しても軟化されない。以前は蒸留しないと飲用に適さない水であったが、現在はイオン交換樹脂でイオンを除去し、軟化させることが容易となった。

## 利用
水に含まれるミネラルが多くなるほど口当たりが重く癖の強い味になるため、ミネラルを多く含む硬水は軟水と比べて飲み辛く、飲用に適さないものが多い。特に、水分子と強く結合（水和）するマグネシウムイオンは体内に吸収されにくく、これを人間が摂取すると大腸に長時間留まり水分の吸収を阻害するため、腸内に水分が溜まり下痢をひき起こす。このような理由から、硫酸マグネシウムを多く含む硬水を飲むと下痢をしやすくなるとされるが、一方で硬水の中でも飲用に適するものも存在し、ミネラルの摂取を補う健康飲料として販売されているものもいくつか存在する。（例：硬度が1468のコントレックスなど）
イギリスにおいては、中国から茶がもたらされた際は同じように緑茶で飲んでいたが、軟水を用いる中国と異なり、硬水を用いるイギリスにおいては紅茶との相性が良かったことから、紅茶を飲むようになった。
石鹸は脂肪酸とナトリウムの塩であるから、硬水のマグネシウム・イオンと出会うと不溶性の塩（石鹸かす）を生じ、使用感が悪い。また、衣類にその塩が付着するので色のくすみが生じ、衣料の保存中にそれが分解して脂肪酸となり、さらに酸化して異臭を発したりする。染色ではカルシウム・イオンが染料と反応し､不溶性の色素が生じ、それが繊維と結びつくため、色むらが生じる。
硬水が蒸発すると、含まれていた塩類が析出する。したがって、洗浄に用いた場合などはすぐに拭き取らないと表面に白い斑点が生じる。一時硬水を自動車エンジンの冷却水として使用するとオーバーヒート、水漏れなどの問題が生じる場合がある。また、工業用ボイラーにおいては、加熱によってライムスケイル（Limescale、缶石、水垢。石灰の鱗の意。 ）が生じるため、パイプ詰まりを起こしたり、熱効率を著しく低下させたりする。

### 料理
料理に使う場合も軟水の方が適している場合が多いが、肉の煮込み料理の場合は余分なタンパク質などを灰汁として抜き出し、肉を軟らかくする効果があるため、肉料理や肉を使った洋風だしを作る上で軟水より適している。また、糊化が抑制されるため、スパゲッティでは塩を入れなくてもアルデンテができ、ジャガイモの煮崩れが抑制されたり、豆や米では堅く炊きあがったりする。米等の穀類では軟水の方が適しており、コーヒーでは浅煎りのアメリカンに軟水を用いることで豆本来のよい香りとさっぱりした味を楽しむことができ、深煎りのエスプレッソには硬水を用いることで渋味の成分がカルシウムなどに結びついて、苦みや渋みが除かれまろやかさが増しコクが加わる。また、緑茶は軟水で煎れたものが旨いと考えられていたが、近年では硬水で煎れたものが旨みが強いとする研究もある。一方、昆布のグルタミン酸や鰹節のイノシン酸のようなうま味成分の抽出を阻害するので、和食では軟水の使用が望ましい。

### 醸造
醸造酒である日本酒やビール、蒸留酒の焼酎など、酒造においては硬水であっても問題とならない。水中のミネラルは糖をアルコールに変える酵母を活性化させて発酵が進みやすくなるため、すっきりした口当たりの辛口の酒ができると言われる。日本の酒処でも灘の水は中硬水で、隆起珊瑚礁の島が多い沖縄県の泡盛や鹿児島県の奄美黒糖焼酎の仕込み水も硬水である例が多い。ただし、焼酎の割り水（希釈水）は軟化処理してから用いるのが普通である。

### 健康との関係
世界保健機関によると、水の硬さと健康の関係は現在のところ充分に研究されておらず不明である。他方、軟水は金属を腐食させる傾向が高く、重金属中毒を引き起こすおそれがあるとされる。日本では、水道水質基準によってpHを保つことにより、腐食を防止している。
また、一部では硬水に含まれるミネラルを摂りすぎることでお腹を壊してしまうケースも報告されている。

## 化学
硬水を煮沸すると炭酸カルシウムを沈降させることができる。
{\displaystyle {\rm {Ca(HCO_{3})_{2}\longrightarrow CaCO_{3}+H_{2}O+CO_{2}}}}
また、炭酸ナトリウムなどの軟水化剤の投入でもカルシウム塩を沈殿させることができる。
{\displaystyle {\rm {Ca(HCO_{3})_{2}+Na_{2}CO_{3}\longrightarrow CaCO_{3}+2NaHCO_{3}}}}
蒸気機関車が鉄道動力の主力であった時代は、軟水の確保は深刻な問題であり、砂漠の中の機関車給水設備には必ず軟水化のための施設が付属していた。上述の式の右辺に生じる炭酸水素ナトリウムはボイラー中で炭酸ナトリウムになり、これは定期的に排水されて低濃度に保たれる。
{\displaystyle {\rm {2NaHCO_{3}\longrightarrow Na_{2}CO_{3}+H_{2}O+CO_{2}\uparrow }}}
石鹸や洗剤には、石鹸カス形成を防ぐためエチレンジアミン四酢酸やエチドロン酸などのキレート剤が添加される。